# Seymour (krater)
För andra betydelser, se Seymour (olika betydelser).
Seymour är en nedslagskrater med en diameter på 63 kilometer, på planeten Venus. Seymour har fått sitt namn efter drottning Jane Seymour.